# 飄零燕 (電視劇)
《飄零燕》（英文名：The Little Vagrant Lady，又名小燕子流浪記）， 是香港亞洲電視與星空傳媒（當時舊稱STAR TV）聯合製作的電視連續劇，在1996年於本港台首播，全劇共40集，分為《飄零燕》及《飄零燕II之孤星淚》兩輯（各20集），監製冼志偉，主要演員有黃淑儀、左詩蓓、秦沛、林志豪、王薇、文頌嫻等。主題曲《帶著夢飛翔》，主唱萬芳。

## 演員表

### 葉家
| 演員           | 角色           | 人物介绍 |
| 黃淑儀         | 鄧燕勤/ 湯秀瓊 | 嫲嫲（葉寶燕專用） 葉寶燕之祖母 葉國良之母 性格剛強、有正義感 發生意外後失憶，與葉寶燕失散，後改名為湯秀瓊 開食肆「瓊記」 「瓊記」結業後成為「姊妹飯店」老闆 |
| 林韋辰         | 葉國良         | 葉寶燕之父 鄧燕勤之子 樂於助人，被小偷殺死 |
| 左詩蓓         | 葉寶燕         | 小燕 鄧燕勤的孙女 與鄧燕勤失散後被賣給李艷霞 後來康家收養 後來於澳門找祖母時被賣到簡家作簡克安的童養媳 性格聰明 與鄧燕勤相認 第40集末長大成人後由萬綺雯飾演  |
| 左詩蓓（分飾） |                | 葉寶燕女兒（第40集末） |

### 李家
| 演員   | 角色   | 人物介绍                                                           |
| 李香琴 | 李艷霞 | 霞姨 買葉寶燕替其賺錢，後為其乾外婆 老千，後來改邪歸正開設普通麵檔 |
| 李潤祺 | 李亞中 | 李艷霞之養子，跟着李艷霞當老千 喜歡李亞春，後為其男友              |
| 文頌嫻 | 李亞秋 | 李艷霞之養女，跟着李艷霞當老千 性格文靜 喜歡康伟廉，後為其妻       |
| 王 薇  | 李亞冬 | 李艷霞之養女，跟着李艷霞當老千，後為演員 喜歡楊永倫，後為其妻      |
| 梁碧芝 | 李亞春 | 李艷霞之養女，跟着李艷霞當老千 喜歡李亞中，後為其女友              |

### 康家
| 演員                    | 角色   | 人物介绍                                                                      |
| 林志豪 （配音：梁志達） | 康伟廉 | 康家大少 康兆和之長子 康偉文之兄 喜歡李亞秋，後為其夫                         |
| 何伟图                  | 康伟文 | 康家二少 康兆和之幼子 康偉廉之弟 曾在意外中傷了雙腳，在小燕鼓勵下再次可以走路 |
| 夏春秋                  | 康伯伯 | 康家老爺 康兆和之父 康伟廉、康偉文之祖父                                      |
| 譚少英                  | 羅管家 | 康家管家                                                                      |
| 黃允材                  | 康兆和 | 康伟廉、康偉文之父親                                                          |
| 金慧英                  | 陈文菁 | 康伟廉之表妹 陳文欣之姊 喜歡康伟廉 針對李亞秋                                 |
| 赵海怡                  | 陈文欣 | 康伟廉之表妹 陳文菁之妹 針對葉寶燕                                            |

### 簡家
| 演員   | 角色   | 人物介绍                                   |
| 徐二牛 | 簡大才 | 簡家老爺 在澳門有權勢，迷信風水            |
| 吳浣儀 | 阿 蘭  | 簡大才的正室 強迫葉寶燕嫁給簡克安 針對阿倩 |
| 莊靜而 | 阿 倩  | 簡大才的妾侍 常保護小燕                    |
| 謝子峰 | 簡克安 | 安仔 簡大才和阿蘭的兒子                    |

### 笑姑單位
| 演員   | 角色   | 人物介绍             |
| 黃璦瑤 | 阿 蓮  | 在瓊記及姊妹飯店打工 |
| 秦 沛  | 楊 標  | 無業，後來成為廚師   |
| 鮑起靜 | 许 芬  | 看護                 |
| 陳麗雲 | 笑 姑  | 包租婆               |
| 關偉倫 | 王先生 | 王師奶之夫 龍仔之父  |
| 饒芷筠 | 王師奶 | 王先生之妻 龍仔之母  |
| 謝文軒 | 龍 仔  | 王先生、王師奶之子   |
| 周兆麟 |        |                      |

### 蔡家
| 演員   | 角色   | 人物介绍                                                           |
| 戴夢夢 | 蔡曉詩 | 蔡昆之女 假扮湯秀瓊的孙女，在瓊記偷錢給父親                        |
| 馮 國  | 蔡 昆  | 蔡曉詩、蔡曉豪的父親 要蔡曉詩欺騙湯秀瓊 後改邪歸正，在姊妹飯店打工 |
| 林達威 | 蔡曉豪 | 豪仔 蔡昆之子 蔡曉詩之弟                                           |

### 其他角色
| 演員   | 角色   | 人物介绍                                                      |
| 左健斌 | 華 弟  | 小燕的鄰居、好友 後為裁縫學徒                                 |
| 陳靖允 | Lucy   | 華弟之母 後患上精神病                                         |
| 宗 楊  | 楊永倫 | 澳門酒樓老闆 楊標之兒子 憎恨楊標，後和好 喜歡李亞冬，後為其夫 |
| 韓義生 |        | 裁縫 收養華弟，後成為其師父 與李艷霞為歡喜冤家                |
| 林子博 |        |                                                               |
| 江 圖  | 劉老闆 |                                                               |
| 陳 東  |        |                                                               |
| 余文炳 | 蝦 叔  |                                                               |
| 杜汶澤 | 阿 德  | 在楊永倫的酒樓打工                                            |
| 吳元俊 | 周定邦 | 律師                                                          |
| 陳嘉偉 | Davia  | 周定邦助理                                                    |
| 鄭恕峰 | 強     | 於2集被醉駕撞死爛仔明                                         |
| 羅 嬋  | 強 嫂  |                                                               |
| 梁錦燊 |        |                                                               |
| 吳 霆  | 威     |                                                               |
| 曾健明 | 雄     |                                                               |
| 梁 珊  |        |                                                               |
| 曾瑋明 |        |                                                               |
| 曾贊安 |        |                                                               |
| 顏晉霖 |        |                                                               |
| 陳鳳冰 |        |                                                               |
| 米 奇  | 爛仔明 | 於第2集被強醉駕撞死                                           |
| 計祥龍 |        |                                                               |
| 鄒煒倫 |        |                                                               |
| 冼灝英 | 李 卓  | 重要證人/在逃犯人                                             |
| 招浩東 |        |                                                               |
| 洛 文  |        |                                                               |
| 賴榮顯 | 醫 生  |                                                               |

## 軼事
- 此劇是1995年拍攝的期間，韓義生在為拍攝該劇其餘時間到佛寺當維修車廠工人義工，其中一位師兄駕駛類似南丫島的小卡車運載建材期間，他坐在車尾。在沙田小瀝源黃泥頭山上墮下斜坡意外身亡；終年44歲、韓義生生前的車禍逝世後該劇亞視播出後曾特意在片尾打出字幕以示悼念。

## 外部連結
- 豆瓣电影上《飄零燕》的資料 （简体中文）
- 豆瓣电影上《飄零燕》的資料 （简体中文）
- 《飄零燕》亞洲電視[]
- 《飄零燕Ⅱ之孤星淚》亞洲電視[]